# Role Model (песня)
«Role Model» (рус. Пример для подражания) — песня американского рэпера Эминема, а также второй сингл со второго студийного альбома и дебютного альбома, изданного на крупном лейбле The Slim Shady LP.

## Критический прием
Дэвид Браун из Entertainment Weekly писал: 
В песне «Role Model» он с радостью опровергает идею рэперов как героев «So if I said I never do drugs, that would mean I lie and get fucked more than the President does (с англ. — «Так если бы я сказал, что я никогда не употребляю наркотики, это значит то, что вру и ебался больше, чем президент»)».
RapReviews выделил следующий текст песни: «I get a clean shave, bathe, go to a rave/Die from an overdose and dig myself up out of my grave/My middle finger won’t go down, how do I wave?/ And this is how I’m supposed to teach kids how to behave? (Начисто выбрился, принял ванну, отправился на тусовку/Умер от передоза и сам себя выкопал из могилы/Ни на секунду не опускаю средний палец, как же я буду махать рукой в знак приветствия?/И как после этого детям пример подавать?)».

## Список композиций
CD
| №  | Название                        | Длительность |
| -- | ------------------------------- | ------------ |
| 1. | «Role Model» (радио-версия)     | 3:22         |
| 2. | «Role Model» (альбомная версия) | 3:25         |

12"
| №  | Название                                                   | Длительность |
| -- | ---------------------------------------------------------- | ------------ |
| 1. | «Role Model» (радио-версия)                                | 3:22         |
| 2. | «Role Model» (альбомная версия)                            | 3:25         |
| 3. | «Role Model» (инструментальная версия)                     | 3:17         |
| 4. | «Cum on Everybody» (Club Edit)                             | 3:13         |
| 5. | «Cum on Everybody (featuring Dina Rae)» (альбомная версия) | 3:40         |
| 6. | «97 Bonnie & Clyde» (Club Edit)                            | 3:49         |

## Чарты
| Чарт (1999)                                        | Позиция |
| -------------------------------------------------- | ------- |
| США Bubbling Under R&B/Hip-Hop Singles (Billboard) | 11      |